# Get Off of My Cloud
"Get off of My Cloud" er en sang fra det engelske rock ’n’ roll band The Rolling Stones. Den blev skrevet som efterfølgeren single til den succesfulde (I Can't Get No) Satisfaction.
Den blev skrevet af Mick Jagger og Keith Richards, og den blev indspillet tidligt i september 1965. Sangen er kendt for sin tromme intro af Charlie Watts, og for sin dobbelte guitar spil af Brian Jones og Keith Richards. Teksten er trodsig og rebelsk, hvilket var meget normalt for The Rolling Stones på det tidspunkt; de var begyndt at udvikle deres berygtede ”bad boy” image. The Stones har sagt, at sangen blev skrevet som reaktion på deres pludselige popularitet efter succesen med ”Satisfaction”. Sangen omhandler deres afsky til folkenes forventninger til dem . 
| Citat | I was sick and tired, fed up with this and decided to take a drive downtown; It was so very quiet and peaceful, there was nobody, not a soul around; I laid myself out, I was so tired and I started to dream; In the morning the parking tickets were just like a flag stuck on my windscreen | Citat |
|       | |       |

Om sangen sagde Richards i 1971:” Jeg har aldrig kunne lide den som en plade. Omkvædet var en god ide, men vi kastede den ud som efterfølger. Vi var i LA, og det var tid til en ny single. Men hvordan laver du en efterfølger til ”Satisfaction”? Faktisk det jeg ville gøre var, at lavede den samme langsomme ting ligesom Lee Dorsey. Men vi var for hurtige. Jeg mente at dette blev en af Andrews værste produktioner .” 
I et interview med Rolling Stone i 1995 sagde Jagger:” Det var Keiths melodi og min tekst… Det er en lad-mig-være-i-fred sang. Den voksne verden var et meget velordnet samfund i de tidligere 1960er, og jeg var på vej ud af det. Amerika var endnu mere velordnet end alle andre steder. Jeg mente at det var et meget begrænset samfund i tanker og opførelse .”
I bogen fra 2003 Ifølge The Rolling Stones sagde Richards:”  ”Get off of My Cloud” var hovedsagelig en reaktion på folk der bankede på vores dør, for at spørge os om efterfølgeren til ”Satisfaction”… Vi tænkte: ”Endelig. Vi kan sidde tilbagelænet, og måske tænke over begivenhederne.” Pludselig blev der banket på døren, og det der kom ud var ”Get off of My Cloud ”. 

### Fodnote
1. ↑  Get Off of My Cloud by The Rolling Stones Songfacts
2. 1 2  Get Off of My Cloud
3. ↑  Ifølge The Rolling Stones, 2003